# 中国移动通信集团设计院
中国移动通信集团设计院有限公司 是中国一家通信设计院，直属于中国移动通信集团公司。

## 历史
- 1952年 为邮电部设计院的一部分。
- 1979年 设立邮电部北京设计所
- 1990年 更名为邮电部北京设计院，成为邮电部直属事业单位
- 1994年 在国家工商局注册，注册名称为中京邮电通信设计院
- 1999年 更名为信息产业部北京邮电设计院，成为信息产业部直属事业单位
- 2001年 改制为企业，加入中国移动通信集团公司，对外称中京邮电通信设计院
- 2004年 随中国移动整体上市，更名为京移通信设计院有限公司
- 2006年7月   整合河北、重庆、山东、上海、安徽、黑龙江、新疆、陕西和内蒙古9家中国移动设计资源
- 2006年9月   更名为中国移动通信集团设计院有限公司[1]

## 资料来源
1. ↑  .   [2025-03-14]. （原始内容存档于2018-10-07）.